# Scelolophia littoralis
Scelolophia littoralis är en fjärilsart som beskrevs av Louis Beethoven Prout 1920. Scelolophia littoralis ingår i släktet Scelolophia och familjen mätare. Inga underarter finns listade.